# Макманус, Майкл
Майкл Макманус (Michael McManus, 15 апреля 1962, Лондон, Онтарио) — канадский актёр театра, кино и телевидения, известный, в частности, благодаря роли Кая в научно-фантастическом сериале «Лексс».

## Биография
В детстве пел в хоре, играл в школьном театре. В 18 лет поступил в Банфский центр изящных искусств, затем в Альбертский университет, окончив который в 1986 году с актёрской степенью, начал играть сначала в театре Лондона, а потом и в Торонто. Будучи преимущественно театральным актёром, с 1988 года также неоднократно снимался в телефильмах, телесериалах и кино. Выступает и как музыкант, поёт, играет на гитаре и фортепиано.
В 1988 году сыграл в фильме канадского режиссёра Пола Донована The Squamish Five, основанного на реальных событиях. В 1990 году Майкл Макманус был номинирован на ежегодную премию «Джини» за исполнение роли Ланса в фильме Атома Эгояна «Роли с текстом» (1989).
В 1994 году Майкл Макманус вновь снимается у Пола Донована в фильме Paint Cans. Фильм не был оценён публикой, но сотрудничество актёра и режиссёра продолжилось и вылилось в участие Макмануса в научно-фантастическом сериале Донована «Лексс». Сериал пользовался значительным успехом и обрёл культовый статус. Макманусу досталась в нём одна из ключевых ролей — Кая, последнего представителя расы Бруннен-Джи, некогда убийцы на службе Его Божественной Тени, бесчувственного и безжалостного, а ныне — просто ходячего мертвеца и верного товарища по команде.
Впоследствии Майкл Макманус продолжил успешно играть в театре. В 2011 году он вновь снялся у Пола Донована — в фильме «Блиссе-штрассе» (англ. Blissestrasse).

## Избранная фильмография
| Год       |   | Русское название              | Оригинальное название                            | Роль                  |
| --------- | - | ----------------------------- | ------------------------------------------------ | --------------------- |
| 1988      | ф | Территория смерти             | The Killing Ground (TV documentary)              | Рэнделл               |
| 1988      | ф | Сквомишская пятерка           | The Squamish Five (TV documentary)               | Брент Тэйлор          |
| 1989      | ф | Роли с текстом                | Speaking Parts                                   | Лэнс                  |
| 1990      | ф | Из первых рук                 | Inside Stories (TV movie)                        | Терри Демпси          |
| 1992      | ф | Звук и тишина                 | The Sound and the Silence (TV movie)             | Берт Гросвенор        |
| 1992      | ф | Рыцарь навсегда               | Forever Knight (TV series)                       | священник Пьер Рошфор |
| 1993      | ф | Семейные фотографии           | Family Pictures (TV movie)                       | Филип О'Кейси         |
| 1994      | ф | Банки с красками              | Paint Cans                                       | Джефф                 |
| 1997—2002 | с | Лексс                         | Lexx (TV series)                                 | Кай                   |
| 1995      | ф | Трудно забыть                 | Hard to Forget (TV movie)                        | Джон Гилмэн           |
| 1998      | ф | Ничего святого                | Nothing Sacred (TV movie)                        | Виктор                |
| 1998      | ф | Собачий парк                  | Dog Park                                         | официант Деррик       |
| 2000      | ф | Тайные приключения Жюля Верна | The Secret Adventures of Jules Verne (TV series) | сэр Найджел Хартвелл  |
| 2001      | ф | Знакомство с Шекспиром        | A Taste of Shakespeare (TV series)               | Эдмунд                |
| 2011      | ф | Блиссе-штрассе                | Blissestrasse                                    | Пастор Уильям         |